# 192
| Calendário gregoriano                                                        | 192 CXCII                       |
| Ab urbe condita                                                              | 945                             |
| Calendário arménio                                                           | -360 – -359                     |
| Calendário bahá'í                                                            | -1652 – -1651                   |
| Calendário budista                                                           | 736                             |
| Calendário chinês                                                            | 2888 – 2889                     |
| Calendário copta                                                             | -92 – -91                       |
| Calendário etíope                                                            | 184 – 185                       |
| Calendários hindus - Vikram Samvat - Calendário nacional indiano - Cáli Iuga | 247 – 248 113 – 114 3292 – 3293 |
| Calendário Holoceno                                                          | 10192                           |
| Calendário islâmico                                                          | 443 BH – 442 BH                 |
| Calendário judaico                                                           | 3952 – 3953                     |
| Calendário persa                                                             | 430 BP – 429 BP                 |
| Calendário rúnico                                                            | 442                             |
| Calendário solar tailandês                                                   | 735                             |

192 (CXCII na numeração romana) foi um ano bissexto do século II do Calendário Juliano, da Era de Cristo. Com as letras dominicais B e A (52 semanas), começou num sábado e terminou num domingo.
| Ano completo                      |
| --------------------------------- |
| Ano bissexto com início ao sábado |

## Mortes
- 22 de Maio — Dong Zhuo, político chinês (n. ?).
- 31 de Dezembro
  - Cómodo, Imperador Romano (assassinado)
  - Cavalo Albino, Primeiro (suicídio após matar o imperador romano)